# Weddin Mountains National Park
Weddin Mountains National Park är en park i Australien. Den ligger i delstaten New South Wales, i den sydöstra delen av landet, omkring 300 kilometer väster om delstatshuvudstaden Sydney.
Runt Weddin Mountains National Park är det mycket glesbefolkat, med 4 invånare per kvadratkilometer.. Närmaste större samhälle är Grenfell, omkring 19 kilometer nordost om Weddin Mountains National Park.
I omgivningarna runt Weddin Mountains National Park växer huvudsakligen savannskog. Genomsnittlig årsnederbörd är 728 millimeter. Den regnigaste månaden är februari, med i genomsnitt 147 mm nederbörd, och den torraste är oktober, med 24 mm nederbörd.